# Operahuset i Kairo

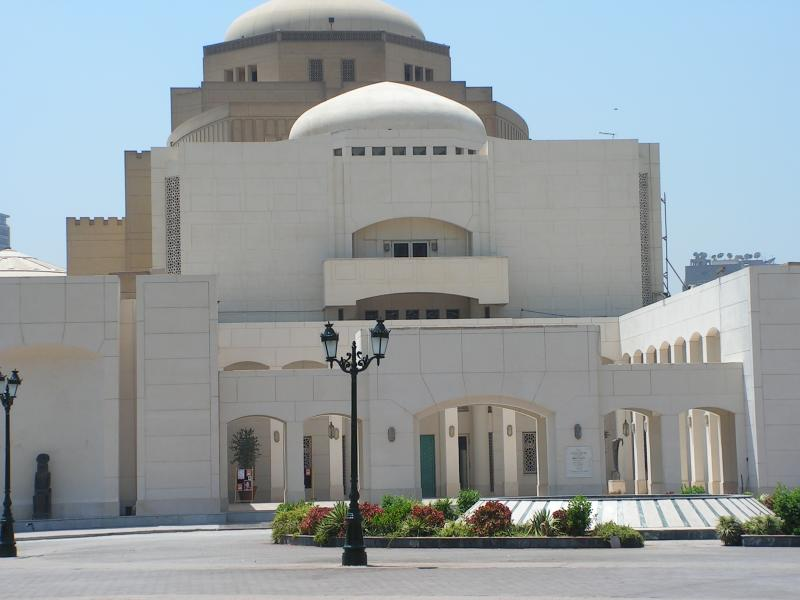
Operahuset i Kairo på Egyptens nationella kulturcenter.

Operahuset i Kairo, arabiska: دار الأوبرا المصرية, Dār el-Opera el-Masreyya vilket betyder Egyptens operahus, är huvudscenen för scenkonst i Egypten. Operahuset utgör huvuddelen av Egyptens nationella kulturcenter som också innefattar den nationella baletten, institutioner för arabisk musik, religiös musik och tillhörande orkestrar och körer. Det är beläget på södra delen av ön Gezira i distriktet Zamalek inte långt från centrala Kairo.

## Historik
Efter att Khedivska Operan brunnit ned 1971 saknade Egypten en nationell operascen. Japan skänkte pengar till byggnaden efter att Egyptens president Hosni Mubarak besökt landet i april 1983. Grundstenen lades i maj 1985 och i oktober 1988 kunde president Mubarak och japanska kejsarens bror, prins Tomohito, inviga centret.

## Scener
- Stora salen rymmer 1 300 personer i fyra plan, inklusive parkett och presidentlogen. Den används för operor, konserter och balett.
- Lilla salen har plats för upp till 500 sittande och används för kammarmusik och uppläsningar. Den används även som mottagningssal vid större evenemang.
- Utomhusscen med 600 sittplatser och en akustiskt designad scen.